# Danish Air Transport
La Danish Air Transport A/S (abbreviata in DAT), è una compagnia aerea danese con sede a Vamdrup, nel comune di Kolding (Danimarca), che opera voli di linea e voli charter sia passeggeri che cargo.

## Storia

### Gli inizi
Danish Air Transport venne fondata ed iniziò le operazioni nel 1989, inizialmente come compagnia aerea cargo. Presto vennero offerti anche servizi speciali come il trasporto di cavalli vivi o i rifornimenti per lo svolgimento del famoso Rally africano Parigi-Dakar. Nel 1994 iniziarono anche i voli charter passeggeri, con il successivo inizio dei voli di linea il 18 novembre 1996. DAT effettua sia servizi regolari dalla Danimarca verso la Norvegia, sia voli interni in Danimarca ed in Norvegia.

### La presenza in Italia
Dal 1° luglio 2018 DAT è affidataria, in regime di oneri di servizio pubblico, dei collegamenti aerei di linea Pantelleria-Trapani e ritorno, Pantelleria-Palermo e ritorno, Pantelleria-Catania e ritorno, Lampedusa-Palermo e ritorno, Lampedusa-Catania e ritorno. Tali attività sono effettuate con il marchio commerciale "Voli di Sicilia". Il contratto, valido inizialmente fino al 30 giugno 2021, è stato successivamente esteso fino al 31 ottobre 2025.
A partire dal 28 giugno 2019 fino all'8 settembre dello stesso anno, ha operato un collegamento diretto bisettimanale Catania-Olbia con un velivolo biturbina ATR 72-200.

## Flotta

### Flotta attuale
A luglio 2025 la flotta di Danish Air Transport è così composta:

### Flotta storica
Danish Air Transport operava in precedenza con i seguenti aeromobili: